# 加古郡
加古郡（日语：／ Kako gun */?）是日本兵庫縣轄下的郡。
現轄有以下二町：
- 稻美町
- 播磨町

過去多可郡的範圍還包括現在的加古川市東南部地區、高砂市東部地區和明石市西部地區。

## 歷史
過去屬於播磨國轄下的郡。19世紀末江戶時代結束之際，郡內大部分地區皆屬姬路藩領地，但有少部分區域屬於忍藩的領地。
隨著1871年實施的廢藩置縣政策，郡內曾短暫分屬姬路縣和忍縣管轄，但隨即全數整併為姬路縣的轄區，1876年再次整併後成為兵庫縣轄下。
1879年實施郡區町村編制法，正式的設置了近代的行政區劃「加古郡」，當時的郡役所設在寺家町（位於現在的加古川市）。

### 年表

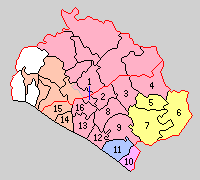
1889年時加古郡轄下的行政區劃：
1.加古川町 2.冰丘村 3.神野村 4.八幡村 5.加古新村 6.母里村 7.天滿村 8.野口村 9.平岡村 10.二見村 11.阿閇村 12.別府村 13.尾上村 14.高砂町 15.荒井村 16.鳩里村
（桃色：現屬明石市、紅色：現屬加古川市、橙色：現屬高砂市、黃色：現屬稻美町、藍色：現屬播磨町）

- 1889年04月1日：實施町村制，下設：加古川町（日语：加古川町）、冰丘村（日语：氷丘村）、神野村、八幡村（日语：八幡村 (兵庫県加古郡)）、加古新村、母里村、天滿村、野口村、平岡村、二見村、阿閇村、別府村、尾上村、高砂町（日语：高砂町 (高砂市)）、荒井村（日语：荒井村 (兵庫県)）、鳩里村（日语：鳩里村）。（2町14村）
- 1896年07月1日：實施郡制（日语：郡制），設立郡參事會（日语：郡参事会）。
- 1923年04月1日：廢除郡會和郡參事會。
- 1926年07月1日：廢除郡役所，此後郡不再作為行政區劃，只作為地名的表示。
- 1927年01月1日：二見村改制為二見町（日语：二見町 (兵庫県)）。（3町13村）
- 1928年11月15日：別府村改制為別府町（日语：別府町 (加古川市)）。（4町12村）
- 1929年03月20日：鳩里村被併入加古川町。（4町11村）
- 1937年03月15日：冰丘村被併入加古川町。（4町10村）
- 1948年10月1日：加古新村改名為加古村。
- 1950年06月15日：加古川町、神野村、野口村、平岡村、尾上村合併為加古川市，並脫離加古郡。（3町6村）
- 1951年01月10日：二見町被併入明石市。[2]（2町6村）
- 1951年10月1日：別府町被併入加古川市。（1町6村）
- 1954年07月1日：高砂町、荒井村和印南郡曾根町（日语：曽根町 (兵庫県)）、伊保村（日语：伊保村 (兵庫県)）合併為高砂市，並脫離加古郡。（5村）
- 1955年03月31日：加古村、母里村和天滿村合併為稻美町。[3]（1町2村）
- 1955年4月1日：八幡村被併入加古川市。（1町1村）
- 1962年04月1日：阿閇村改制為町，同時改名為播磨町。（2町）

### 變遷表
| 1889年4月1日 | 1889年-1926年 | 1926年-1944年              | 1944年-1954年              | 1954年-1989年             | 1989年-現在          | 現在                 |
| ------------ | ------------- | -------------------------- | -------------------------- | ------------------------- | -------------------- | -------------------- |
| 二見村       | 二見村        | 1927年1月1日 二見町        | 1951年1月10日 併入明石市   | 明石市                    | 明石市               | 明石市               |
| 加古川町     | 加古川町      | 加古川町                   | 1950年6月15日 加古川市     | 加古川市                  | 加古川市             | 加古川市             |
| 鳩里村       | 鳩里村        | 1929年3月20日 併入加古川町 | 1950年6月15日 加古川市     | 加古川市                  | 加古川市             | 加古川市             |
| 冰丘村       | 冰丘村        | 1937年3月15日 併入加古川町 | 1950年6月15日 加古川市     | 加古川市                  | 加古川市             | 加古川市             |
| 神野村       |               |                            | 1950年6月15日 加古川市     | 加古川市                  | 加古川市             | 加古川市             |
| 野口村       |               |                            | 1950年6月15日 加古川市     | 加古川市                  | 加古川市             | 加古川市             |
| 平岡村       |               |                            | 1950年6月15日 加古川市     | 加古川市                  | 加古川市             | 加古川市             |
| 尾上村       |               |                            | 1950年6月15日 加古川市     | 加古川市                  | 加古川市             | 加古川市             |
| 別府村       | 別府村        | 1928年11月15日 別府町      | 1951年10月1日 併入加古川市 | 加古川市                  | 加古川市             | 加古川市             |
| 八幡村       | 八幡村        | 八幡村                     | 八幡村                     | 1955年4月1日 併入加古川市 | 加古川市             | 加古川市             |
| 加古新村     | 加古新村      | 加古新村                   | 1948年10月1日 加古村       | 1955年3月31日 稻美町      | 1955年3月31日 稻美町 | 1955年3月31日 稻美町 |
| 母里村       |               |                            |                            | 1955年3月31日 稻美町      | 1955年3月31日 稻美町 | 1955年3月31日 稻美町 |
| 天滿村       |               |                            |                            | 1955年3月31日 稻美町      | 1955年3月31日 稻美町 | 1955年3月31日 稻美町 |
| 阿閇村       | 阿閇村        | 阿閇村                     | 阿閇村                     | 1962年4月1日 播磨町       | 1962年4月1日 播磨町  | 1962年4月1日 播磨町  |
| 高砂町       | 高砂町        | 高砂町                     | 高砂町                     | 1954年7月1日 高砂市       | 1954年7月1日 高砂市  | 1954年7月1日 高砂市  |
| 荒井村       |               |                            |                            | 1954年7月1日 高砂市       | 1954年7月1日 高砂市  | 1954年7月1日 高砂市  |
| 印南郡曾根村 | 印南郡曾根町  | 印南郡曾根町               | 印南郡曾根町               | 1954年7月1日 高砂市       | 1954年7月1日 高砂市  | 1954年7月1日 高砂市  |
| 印南郡伊保村 |               |                            |                            | 1954年7月1日 高砂市       | 1954年7月1日 高砂市  | 1954年7月1日 高砂市  |